# Ibrahim Ahmad Abd al-Sattar Muhammad
Ibrahim Ahmad Abd Al-Sattar Muhammad Al-Tikriti (Mosoel, 9 september 1966 -         Bagdad, 28 oktober 2010) was de stafchef van de Iraakse  gewapende macht onder de regering van Saddam Hoessein. Hij werd op 15 mei 2003 in bewaring genomen.
Op 2 maart 2009 werd Abdul Sattar veroordeeld tot levenslang voor zijn rol in het neerslaan van de Sjiitische opstand in 1991. Hij overleed aan kanker op 28 oktober 2010 in de gevangenis.